# Билярск
Биля́рск (тат. Биләр, чув. Пӳлер) — село в Алексеевском районе Республики Татарстан.
Административный центр Билярского сельского поселения, крупнейший сельский населённый пункт района.
Был одним из крупнейших городов средневековой Европы, столица Волжской Булгарии. На юго-восточной окраине расположено Билярское городище.

## География
Село расположено на юго-востоке района на реке Билярка, в 1,5 км от реки Малый Черемшан.
Село находится на пересечении автодорог Алексеевское — Мамыково («Билярский тракт»), Чистополь — Билярск, Билярск — Чувашский Брод.

## История
Недалеко от села с X по XIII век существовал город Биляр, бывший столицей Волжской Булгарии. Площадь Биляра составляла (вместе с укреплениями) 6,202 км², а население — вплоть до 100 тысяч человек. По сведениям, полученным из записок арабского путешественника Ибн Фадлана, город был основан при булгарском царе Алмуше в 922 году. При этом первые археологические материалы, найденные на Билярском городище, датируются X веком. Город был торговым центром, куда шли торговые пути из Руси и Прибалтики, Западной Европы и Скандинавии, Средней Азии и Персии, Индии и Китая, Византии и Кавказа.

### Монгольское завоевание
В 1236 году Биляр был разграблен и сожжён во время монгольского нашествия на Волжскую Булгарию. После этого момента попыток восстановить город не было, но предпринимались попытки восстановления на других местах.

### Золотоордынский период
Во время Золотой Орды Биляр восстановили уже без укреплений (Билярские 2-е и 3-е селища) севернее от современного Билярского городища. Во второй половине XV века эти поселения были заброшены.

### В составе России

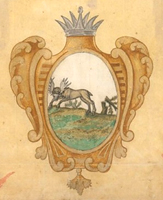
Знамённая эмблема для знамён Билярского полка (ландмилиция) 1747

На нынешнем месте село было основано в 1654 году после набега калмыков как дополнительная крепость (Билярский острог) на Закамской засечной черте. В остроге жили стрельцы с их семьями из Ахтачинского острога, которым платили за службу земельными наделами в окрестностях Билярска. В Энциклопедическом словаре Брокгауза и Ефрона встречаются другие названия Билярска тех лет: Биляр, Буляр.
До 1920 года был центром Билярской волости Чистопольского уезда Казанской губернии. В 1920 году с образованием Татарской АССР стал частью Чистопольского кантона.
В 1930—1963 годах Билярск был центром одноимённого района. 1 февраля 1963 года стал частью Октябрьского района в рамках административной реформы по укрупнению районов ТАССР, 4 марта 1964 года вошёл в Алексеевский район.

## Население
| 2009 | 2010  |
| ---- | ----- |
| 2245 | ↘2204 |

Динамика численности населения Билярска:

Во время существования Российской империи село было крупнейшим населённым пунктом Спасского уезда. Население села начало убывать с 1920 года и к 1989 году составило 2083 человека, то есть менее трети от населения города в 1908 году. После 1989 года население начало расти и к 2002 году составило 2181 человек. В 2010 году – 2204, в 2015 году – 2250 человек.

## Климат
Климат средне-континентальный. Код по классификации климатов Кёппена: Dfb. Средняя температура воздуха в году — 4,0 °C.
| Показатель                            | Янв.  | Фев.  | Март | Апр. | Май  | Июнь | Июль | Авг. | Сен. | Окт. | Нояб. | Дек.  | Год |
| ------------------------------------- | ----- | ----- | ---- | ---- | ---- | ---- | ---- | ---- | ---- | ---- | ----- | ----- | --- |
| Средняя температура, °C               | −10,9 | −10,9 | −5,8 | 4,5  | 13,4 | 18,5 | 20,4 | 17,8 | 12,1 | 4,4  | −4,8  | −10,2 | 4,0 |
| Источник: NASA. База данных RETScreen |       |       |      |      |      |      |      |      |      |      |       |       |     |

## Достопримечательности
- Билярский государственный историко-археологический и природный музей-заповедник
- Дом-музей Александра Арбузова